# Illuminati

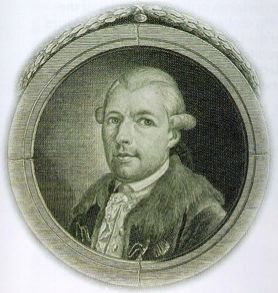
Adam Weishaupt

Illuminati (o formă plurală nearticulată a substantivului latin illuminatus, „iluminați”) este o denumire (sau titulatură), care se referă la mai multe grupuri și mișcări, atât istorice cât și moderne, atât reale cât și fictive.
Ordinul Iluminaților a fost o societate secretă fondată la 1 mai 1776, în Ingolstadt (Bavaria de Nord), de Adam Weishaupt, care a fost primul profesor de drept canonic de la Universitatea din Ingolstadt. Mișcarea era formată din liber-cugetători, liberali, republicani (deci antimonarhiști), recrutați din loji masonice germane, și a urmărit să promoveze perfecționismul prin intermediul școlilor de mistere. În 1785, ordinul a fost infiltrat, dezbinat și suprimat mai întâi de către guvernul bavarez, pentru un presupus complot și apoi în întregul stat (Reich) german. Acuzația adusă a fost aceea că scopul ordinului este să răstoarne toate monarhiile și religiile de stat din Europa.

## Istorie
Mișcarea a fost întemeiată pe 1 mai 1776, în Ingolstadt, de Adam Weishaupt (d. 1830) , educat în școli conduse de iezuiți și care a fost primul profesor laic de drept canonic de la Universitatea din Ingolstadt. Scriitorii din acel timp, ca Seth Payson, credeau că mișcarea reprezintă o conspirație de infiltrare și răsturnare a guvernelor statelor europene. Unii scriitori, ca Augustin Barruel și John Robison, chiar au reclamat că Illuminati au fost în spatele revoluției franceze, o afirmație că Jean-Joseph Mounier a licențiat în 1802 a sa carte Despre influența atribuită filozofilor, francmasonilor și Illuminati asupra revoluției franceze.
Grupul de partizani a primit numele „Illuminati”, deși ei se autodenumeau „Perfectibilii”. Grupul a fost de asemenea numit Ordinul Illuminati și Illuminații Bavariei, iar mișcarea însăși a fost raportată la Iluminism (de la Iluminism). În 1777, Karl Theodor a devenit conducătorul Bavariei. El a fost un susținător al despotismului iluminat și, în 1784, guvernul său a condamnat toate societățile secrete, inclusiv Illuminati.
În timpul perioadei în care Illuminati putea acționa legal, mulți intelectuali influenți și politicieni progresiști s-au numărat ca membri, inclusiv Ferdinand de Braunschweig și diplomatul Xavier von Zwack, care a fost numărul doi în operațiune și a fost găsit cu multă din documentația grupului când casa sa a fost percheziționată. Membrii organizației Iluminati promiteau ascultare față de superiorii lor, și au fost împărțiți în trei clase principale, fiecare cu diferite grade. Ordinul a avut ramuri în mai multe țări de pe continentul european; se spune că a avut în jur de 2.000 de membri în decursul a zece ani. Organizația avea atracție pentru literați, precum Johann Wolfgang von Goethe și Johann Gottfried Herder, Karl Marx (prin grupul Liga celui Drept) și chiar pentru ducii de Gotha și Weimar. Weishaupt a modelat grupul său spre extinderea în francmasonerie, și multe filiale Illuminati au adus membri din loji masonice existente. Neînțelegerea din interior și panica cu privire la succesiune i-au precedat căderea, care a fost realizată de Decretul Secular făcut de guvernul bavarez în 1785.

## Illuminatii moderni
Scriitori ca Mark Dice,
David Icke, Ryan Burke, Jüri Lina și Morgan Gricar au argumentat că Iluminații bavarezi au supraviețuit, posibil până în ziua de azi. Multe din aceste teorii sugerează că evenimentele din lume sunt controlate și manipulate de o societate secretă care se numește Illuminati. Teoreticienii conspirațiilor au afirmat că mulți oameni de seamă au fost sau sunt membrii a societății Illuminati, incluzându-i pe Winston Churchill, familia Bush, Barack Obama, familia Rothschild, David Rockefeller și Zbigniew Brzezinski.
Pe lângă organizația secretă, diverse grupări frățești afirmă a fi „succesorii” Iluminaților bavarezi și au folosit deschis numele „Illuminati” în înființarea riturilor proprii. Câteva grupuri care se autodenumesc în oarecare variație „Ordinul Illuminati” folosesc numele direct în numele organizației lor, în timp ce alții, ca Ordo Templi Orientis, folosesc denumirea pentru un grad din interiorul organizației lor.

## În cultura populară
Illuminati sunt un subiect la temă în cultura populară. Referințe la organizație apar în multe cărți de ficțiune în cadrul mai multor genuri literare, apărând în filme, în producții de televiziune, în jocuri video, în serii de cărți umoristice, chiar și în desene animate.